# Ingeborg-Bachmann-Preis 2023

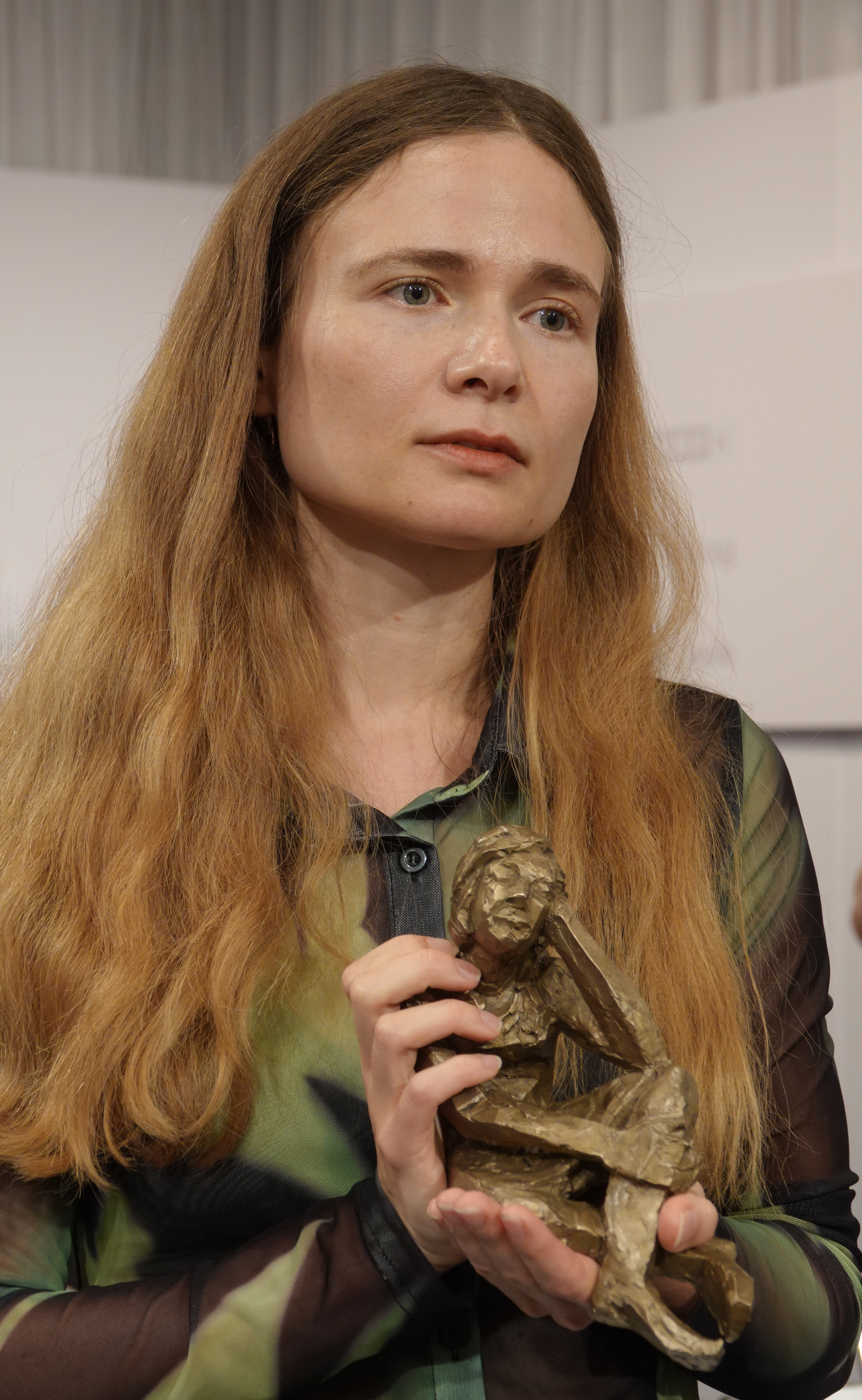
Valeria Gordeev mit der „Inge“, der neu kreierten Ingeborg-Bachmann-Preis-Statuette

Der Ingeborg-Bachmann-Preis 2023 ist der 47. Wettbewerb um den Literaturpreis im Rahmen der Tage der deutschsprachigen Literatur. Gewinnerin des Hauptpreises wurde Valeria Gordeev.

## Geschichte
Eine Woche vor dem Wettlesen zogen Robert Prosser aus persönlichen Gründen und Helena Adler aus gesundheitlichen Gründen ihre Teilnahme zurück. Die beiden wurden nicht ersetzt.
Die Veranstaltung fand vom 28. Juni bis zum 2. Juli 2023 in Klagenfurt am Wörthersee statt und wurde von Cécile Schortmann und Peter Fässlacher moderiert. Fässlacher löste Christian Ankowitsch in dieser Funktion ab. Lesungen und Jurydiskussionen wurden im ORF-Theater durchgeführt und im Fernsehprogramm von 3sat übertragen.
Die Klagenfurter Rede zur Literatur, traditionell Auftakt der Veranstaltung, wurde von Tanja Maljartschuk gehalten, die 2018 mit dem Ingeborg-Bachmann-Preis ausgezeichnet worden war. Der Titel ihrer Rede lautete: Hier ist immer Gewalt. Hier ist immer Kampf.
Die Preisvergabe am 2. Juli 2023 wurde von der Jury mittels Vergabe von Wertungspunkten und nicht in Abstimmungsrunden entschieden. Nach der Preisverleihung wurde die exakte Punktevergabe der Jurymitglieder vom ORF veröffentlicht.
Der Garten des ORF-Landesstudios in Klagenfurt wurde zum Ingeborg-Bachmann-Park, am Eröffnungstag des 47. Ingeborg-Bachmann-Preises wurde eine Tafel mit Ehrengästen enthüllt. Vom Bildhauer Helmut Machhammer wurde eine Plastik mit dem Spitznamen Inge gestaltet, mit der ab 2023 der Gewinner des Ingeborg-Bachmann-Preises ausgezeichnet wird.

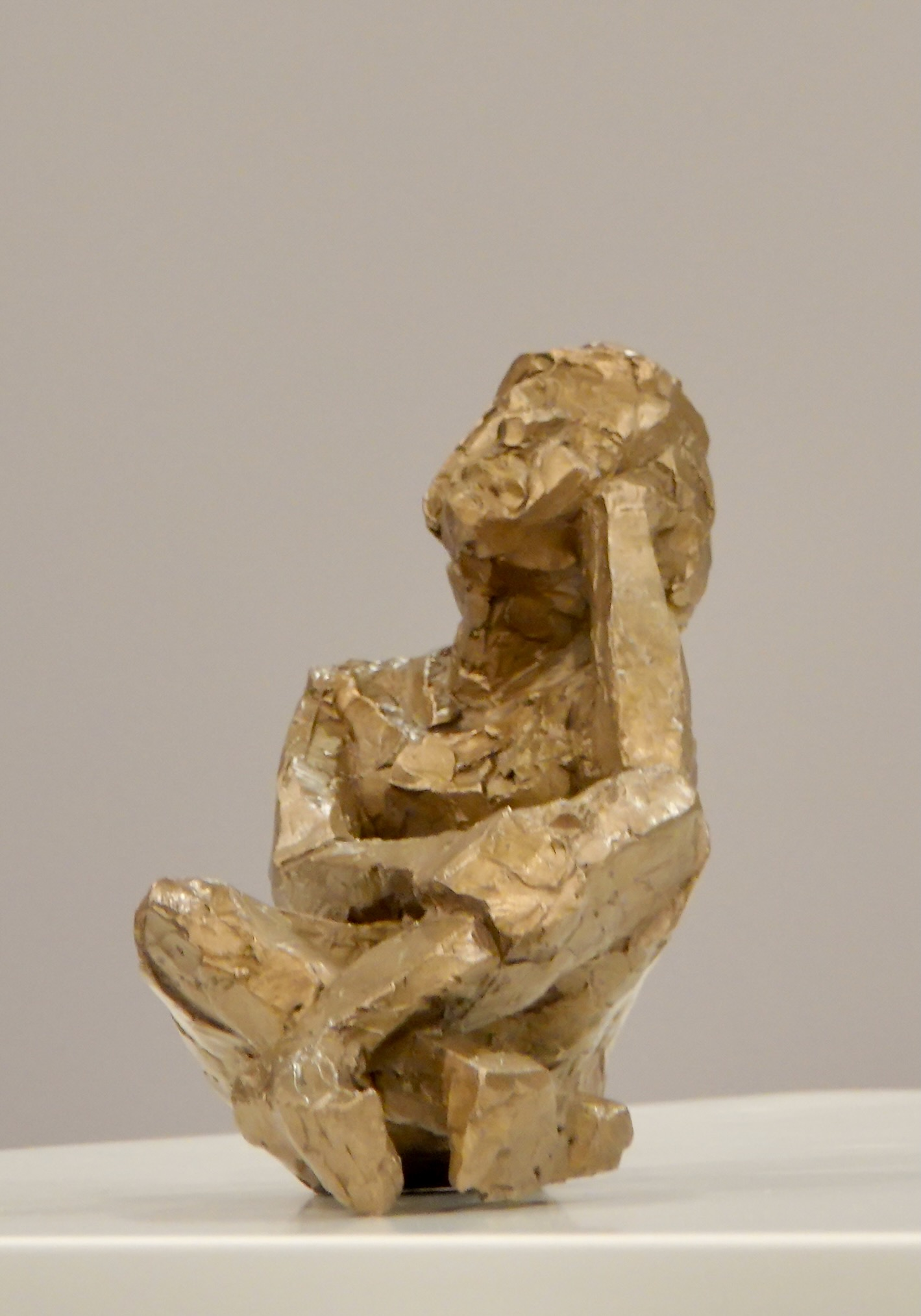
Die „Inge“, Bronzestatue von Helmut Machhammer

## Autorinnen und Autoren
Die zur Lesung Eingeladenen wurden am 24. Mai 2023 bekanntgegeben. Die Auslosung der Lesereihenfolge erfolgte am 28. Juni 2022.

### Erster Lesetag
- Jayrôme C. Robinet (F/D), Sonne in Scherben. Roman (Auszug), eingeladen von Mithu Sanyal
- Andreas Stichmann (D), Verwechslungen, eingeladen von Mara Delius
- Valeria Gordeev (D), Er putzt, eingeladen von Insa Wilke
- Anna Gien (D), Eve. Sommer, eingeladen von Mara Delius

### Zweiter Lesetag
- Sophie Klieeisen (D), Taube Früchte, eingeladen von Philipp Tingler
- Martin Piekar (D), Mit Wänden sprechen/Pole sind schwierige Volk, eingeladen von Klaus Kastberger
- Jacinta Nandi (GB/D), Zeitmaschine, eingeladen von Mithu Sanyal
- Anna Felnhofer (A), Fische fangen, eingeladen von Brigitte Schwens-Harrant

### Dritter Lesetag
- Yevgeniy Breyger (UKR/D), Die Lust auf Zeit, eingeladen von Insa Wilke
- Mario Wurmitzer (A), Das Tiny House ist abgebrannt, eingeladen von Philipp Tingler
- Laura Leupi (CH), Das Alphabet der sexualisierten Gewalt, eingeladen von Thomas Strässle
- Deniz Utlu (D), Damit du sprichst, eingeladen von  Thomas Strässle

### Teilnahme zurückgezogen/Keine Lesung
- Helena Adler (A), eingeladen von Klaus Kastberger[4]
- Robert Prosser (A), eingeladen von Brigitte Schwens-Harrant[4]

## Jury

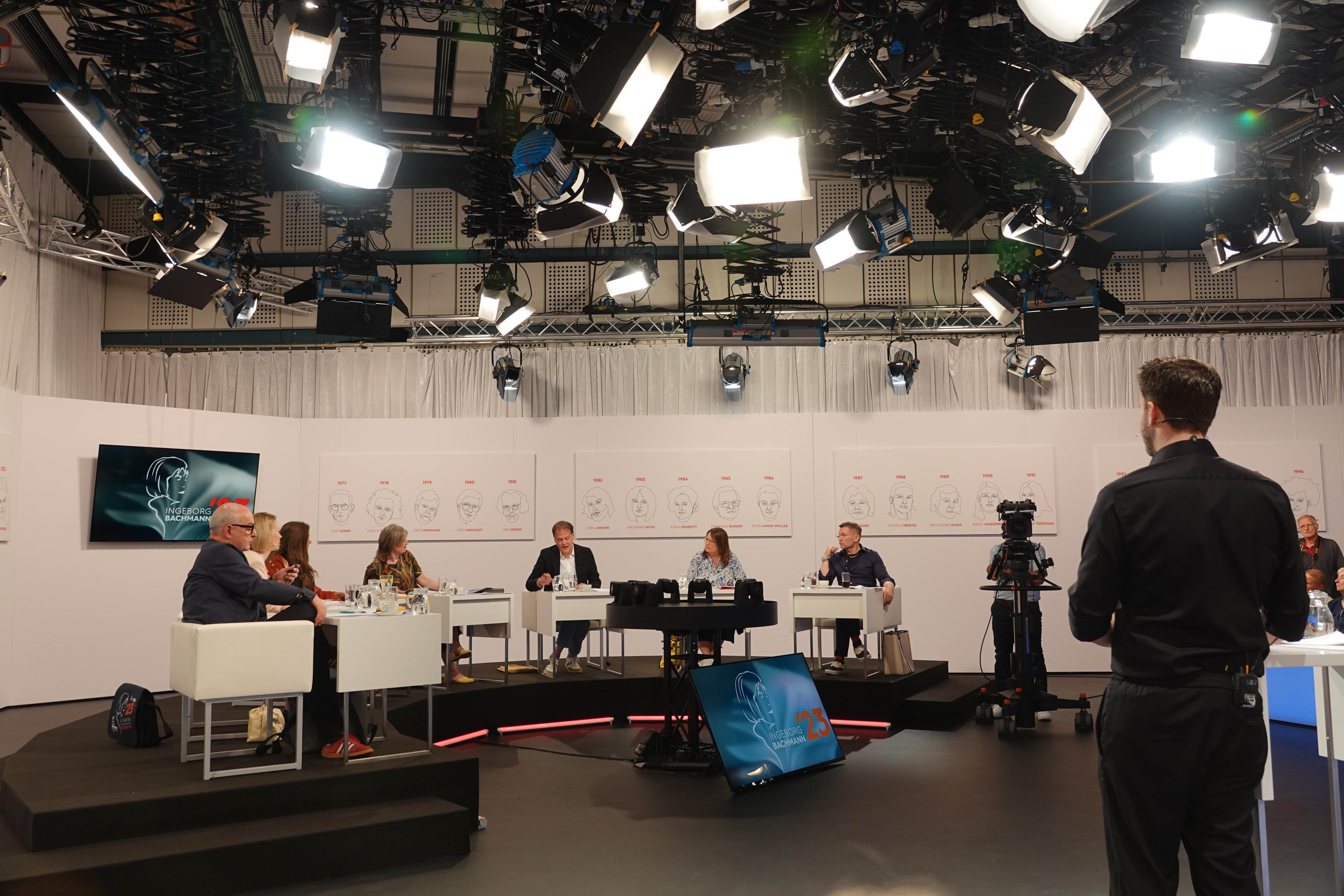
Jury des Ingeborg-Bachmann-Preises 2023

2023 kamen Mithu Sanyal und Thomas Strässle gegenüber dem Vorjahr neu in die Jury, die Vea Kaiser und Michael Wiederstein als Jurymitglieder ersetzten.
- Insa Wilke (Juryvorsitz)
- Mara Delius
- Klaus Kastberger
- Mithu Sanyal
- Brigitte Schwens-Harrant
- Thomas Strässle
- Philipp Tingler

## Preise
- Ingeborg-Bachmann-Preis (dotiert mit 25.000 Euro)[1]: Valeria Gordeev
- Deutschlandfunk-Preis (gestiftet von Deutschlandradio, dotiert mit 12.500 Euro): Anna Felnhofer
- Kelag-Preis (dotiert mit 10.000 Euro): Martin Piekar
- 3sat-Preis (dotiert mit 7.500 Euro): Laura Leupi
- BKS-Bank-Publikumspreis (dotiert mit 7.000 Euro): Martin Piekar
- Stadtschreiber-Stipendium der Stadt Klagenfurt (6.000 Euro; gekoppelt an den Publikumspreis): Martin Piekar

Weitere Preisträgerinnen und Preisträger beim Ingeborg-Bachmann-Preis 2023
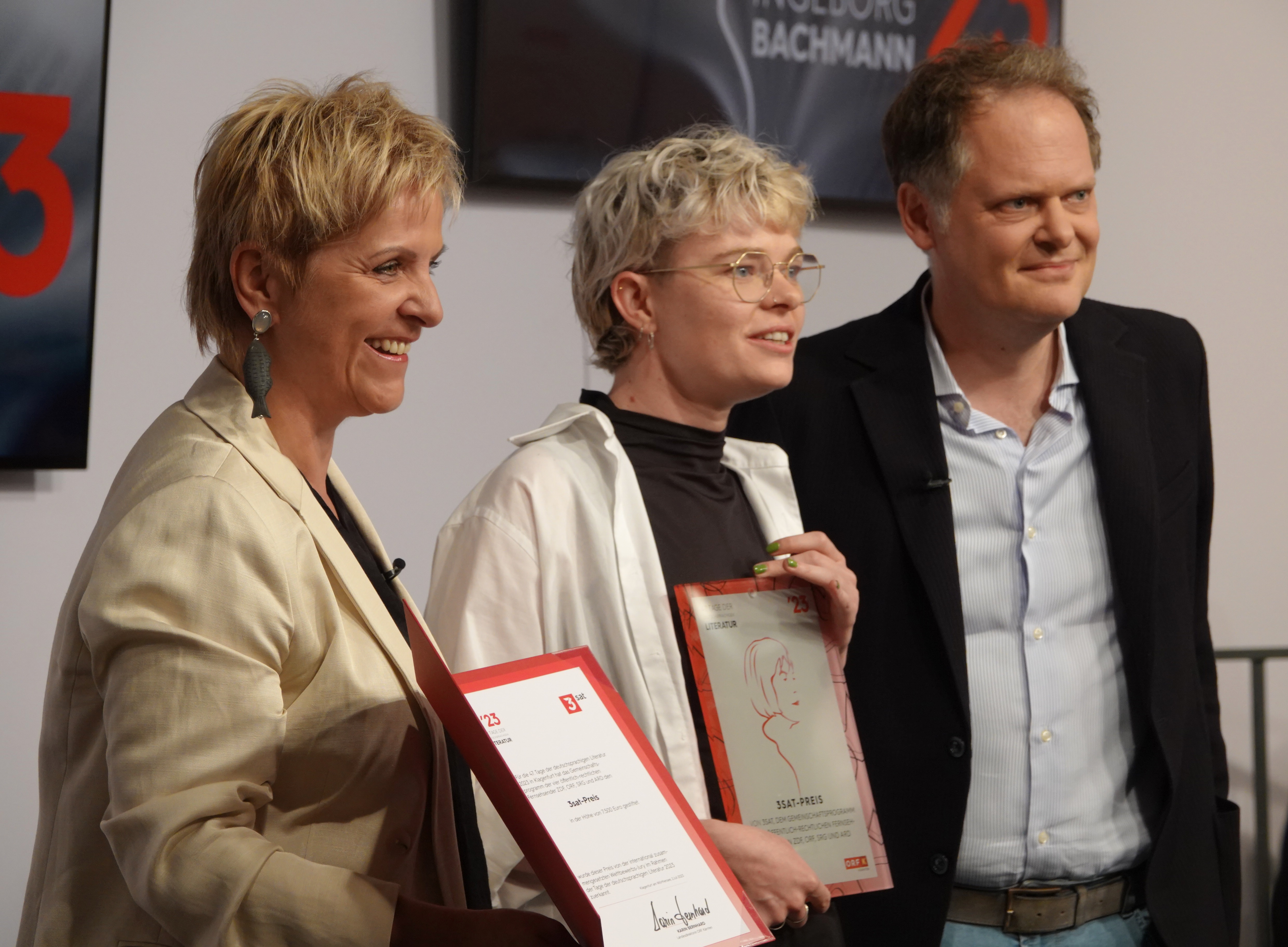
3sat-Preis 2023 an Laura Leupi
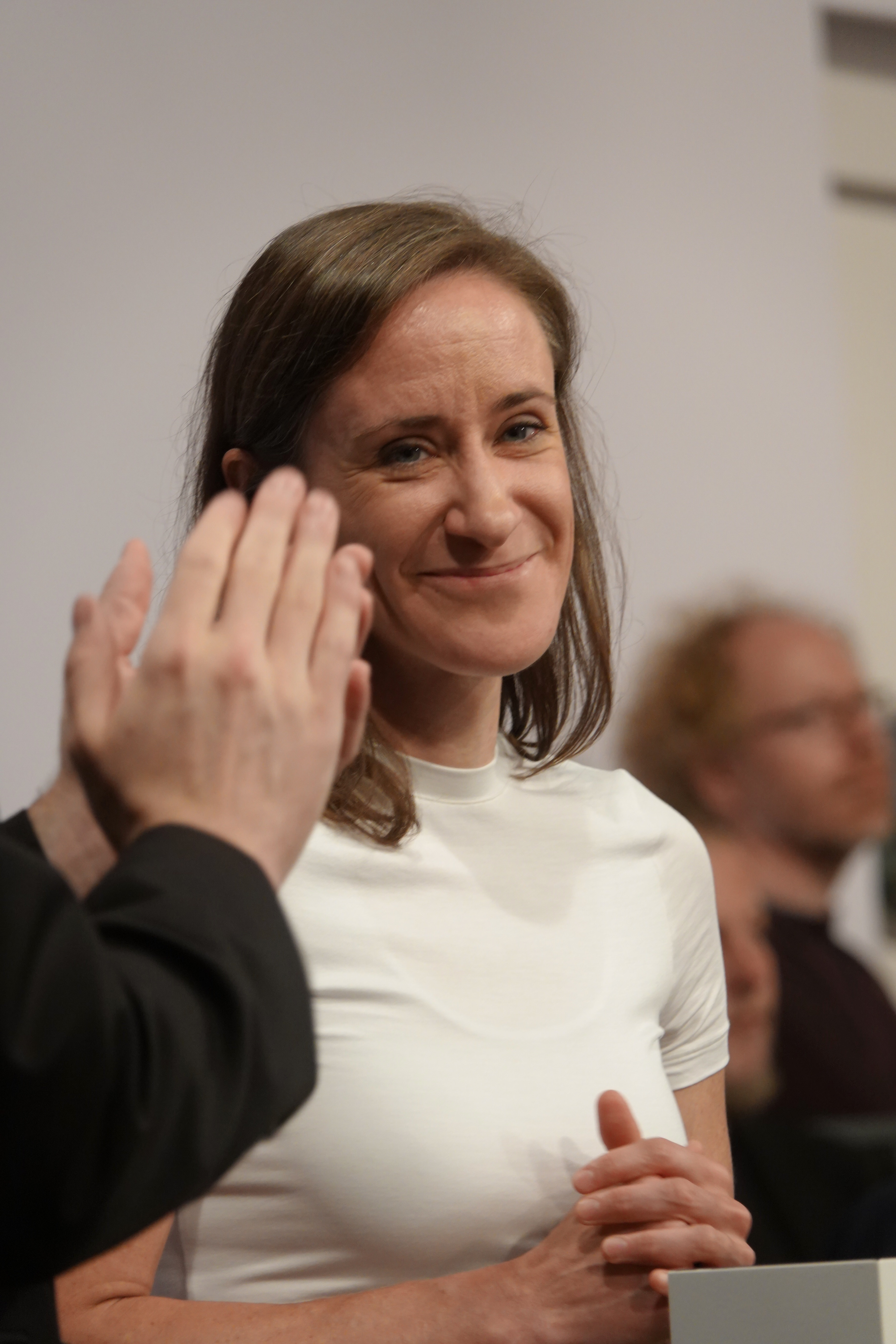
Deutschlandfunkpreis 2023 an Anna Felnhofer
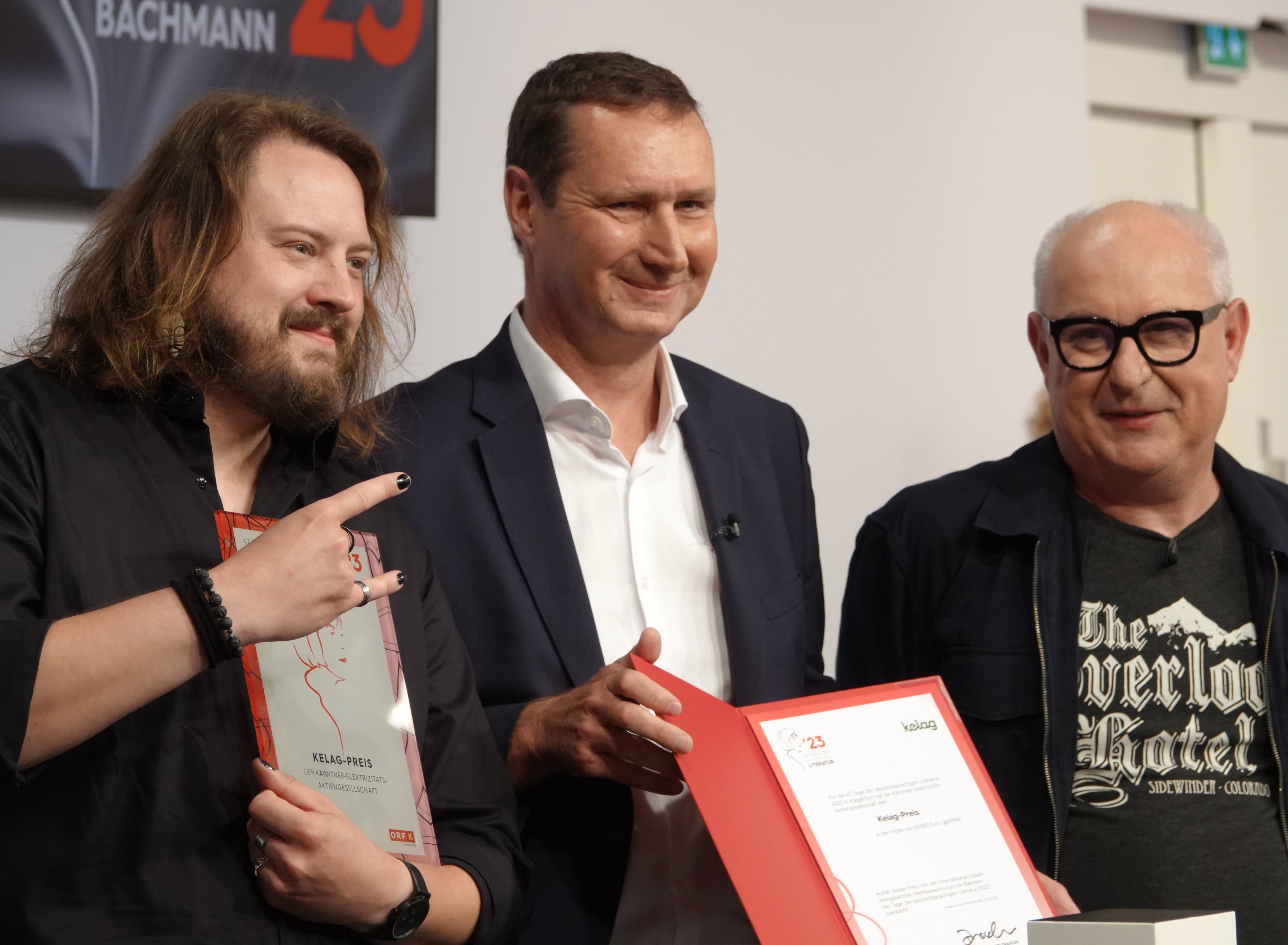
KELAG-Preis 2023 an Martin Piekar

Die Publikumsabstimmung zum beliebtesten Bachmannpreis-Juror des Jahrganges, organisiert von dem Literaturblog Literatur-Café, gewann der erstmals teilnehmende Thomas Strässle mit deutlichem Abstand.